# Банешти (Сучава)
Банешти (рум. Bănești) насеље је у Румунији у округу Сучава у општини Фантанеле. Oпштина се налази на надморској висини од 258 m.

## Становништво
Према подацима из 2002. године у насељу је живело 1236 становника, од којих су сви румунске националности.